# Formica ceps
Formica ceps é uma espécie de formiga do gênero Formica, pertencente à subfamília Formicinae.